# Daria Pczelnik
Daria Pczelnik (biał. Дар'я Пчэльнік; ur. 20 grudnia 1981 w Grodnie) – białoruska lekkoatletka, młociarka.

## Osiągnięcia
- złoty medal Uniwersjady (Bangkok 2007)
- 4. miejsce podczas igrzysk olimpijskich (Pekin 2008)
- 3. miejsce podczas superligi drużynowych mistrzostw Europy (Bergen 2010)

## Rekordy życiowe
- rzut młotem – 76,33 (2008)